# Tirupathur
Tirupathur es una ciudad y nagar Panchayat situada en el distrito de Sivaganga en el estado de Tamil Nadu (India). Su población es de 25980 habitantes (2011). Se encuentra a 35 km de Sivaganga y a 63 km de Madurai.

## Demografía
Según el censo de 2011 la población de Tirupathur era de 25980 habitantes, de los cuales 12780 eran hombres y 13200 eran mujeres. Tirupathur tiene una tasa media de alfabetización del 90,07%, superior a la media estatal del 80,09%: la alfabetización masculina es del 94,24%, y la alfabetización femenina del 86,02%.